# Зомби-моб

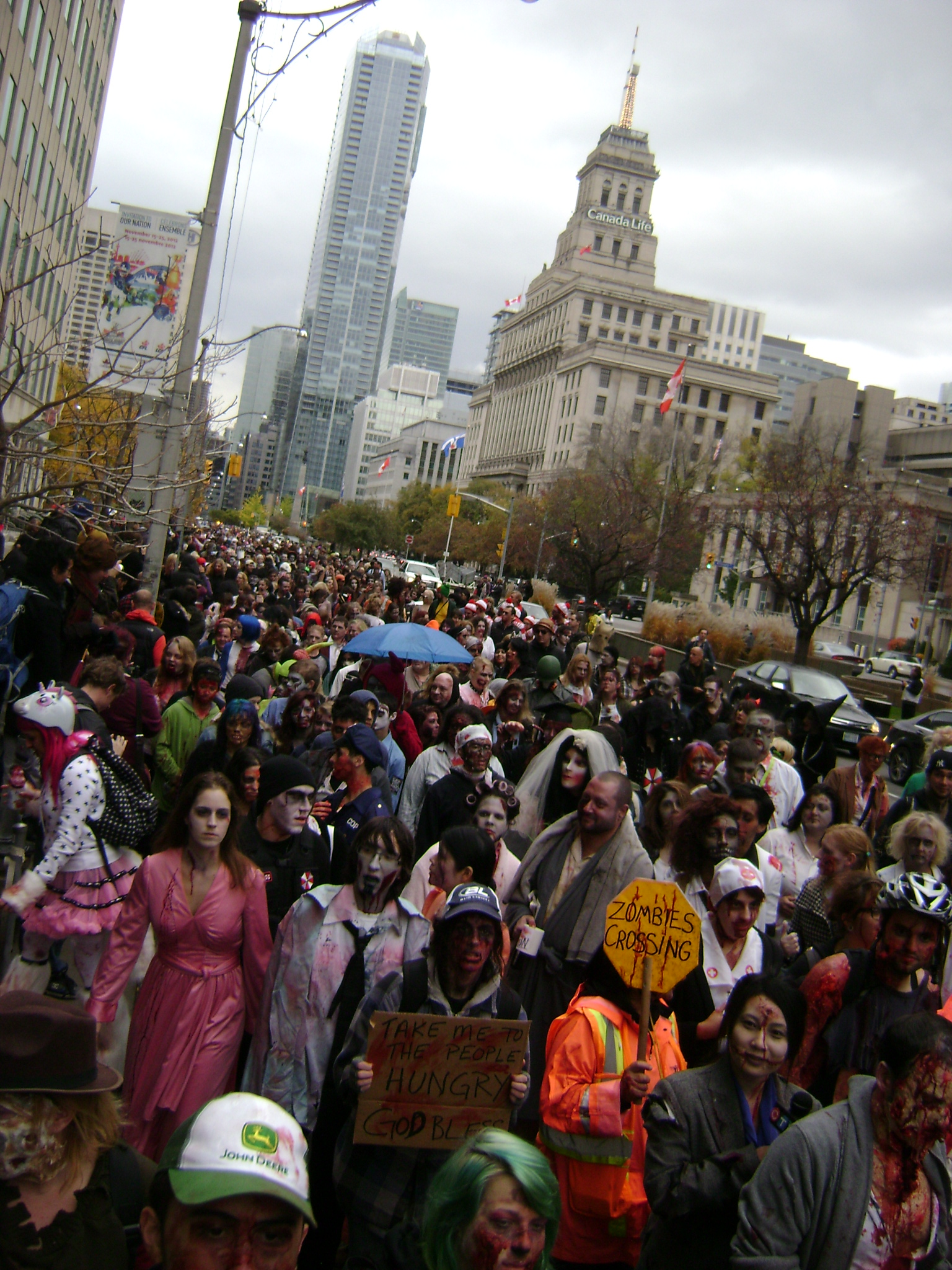
Марш Зомби в 2012 г., Торонто

«Зомби-моб» (англ. Zombie walk) — название многочисленных мероприятий, организованных поклонниками зомби-культуры; участники данных мероприятий одеваются и гримируются, чтобы максимально реалистично походить на живых мертвецов. 
Они обычно встречаются в центре города и стараются пройти как можно больше общественных мест и центральных улиц. Зомби-мобы могут преследовать различные цели, их могут организовать просто ради веселья или ради установки мирового рекорда. Иногда зомби-мобы помогают благотворительным организациям в сборе денег.

## Характерные особенности
«Зомби-моб» стал распространяться в больших городах США и Канады, часто имея статус ежегодных «слётов» поклонников зомби, хотя нередко подобные мероприятия проходят как флешмоб, нося спонтанный характер. Информация о готовящемся зомби-мобе распространяется методом так называемого «сарафанного радио» или через онлайн-контенты, поэтому, согласно букве закона, такие мероприятия считаются незаконно организованными.
В ходе мероприятия участникам рекомендуется максимально достоверно имитировать поведение зомби характерной походкой (с трудом волоча ноги) и звуками (рычанием, хрипом и/или кряхтением), добавляя к этому типичное восклицание «Brains!..» («Мозги!..»). Отдельной особенностью последнего времени является стремление к максимальной реалистичности данных мероприятий, поэтому иногда толпа «живых мертвецов» имитирует нападение на «случайных прохожих», «съедает» их и превращает в «новых зомби», нанося им грим и разрывая одежду. Некоторые участники специально одеваются в военную форму, пародируя действия военных, отражающих нападение «армии мертвецов» (даже зомби-нацистов) и защищающих мирных граждан.
Не существует определённых канонов поведения зомби в современной культуре, что часто приводит к многочисленным дискуссиям среди поклонников. Почитатели фильмов Джорджа Ромеро ставят вопрос по поводу того, должны ли зомби говорить слово «brains» и вообще нужны ли им только мозги, требуется ли им только живая или недавно убитая плоть, только плоть людей или ещё и животных?
Иногда участники парадов разыгрывают «политическую деятельность» и требуют «равных прав и уважения всех зомби», неся плакаты с надписями и скандируя лозунги. Однако подобные акции действительно носят политический характер, и подобным образом «зомби» призывают общество обратить внимание на проблему голода во всём мире и приносить еду в пищевые банки.

## История

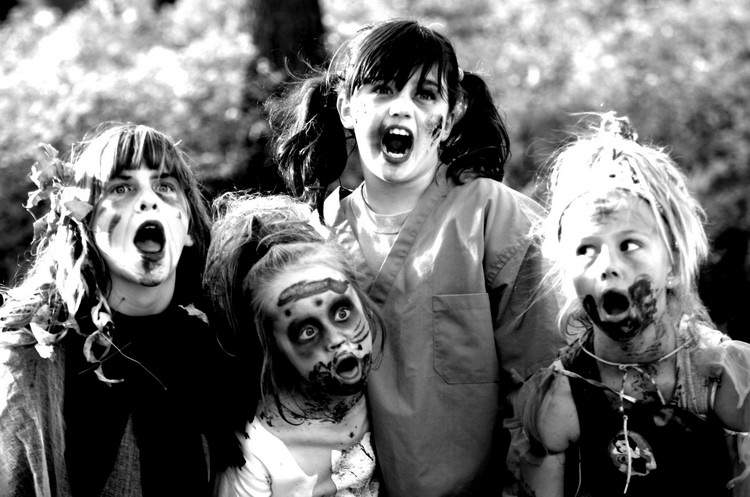
Дети, участвовавшие в Параде Зомби в Эдмонтоне в 2007

Самый ранний зомби-моб прошёл в Милуоки в августе 2000 года на ежегодном игровом фестивале Gen Con. Это было спонтанное решение, целью которого было помешать проведению Vampire LARPers, которые в то время были невероятно популярны. Организаторами были Майкл Йейтс, Марк Штеффорд и Джейкоб Сковронек, а всего участников было 60 человек. Это событие было описано в книге «40 Years of Gen Con», где были опубликованы фотографии и воспоминания организаторов. Когда прошёл слух, что организаторов арестовали и запретили участвовать в подобного рода мероприятиях, хотя на самом деле их всего лишь остановила охрана и попросила разойтись.

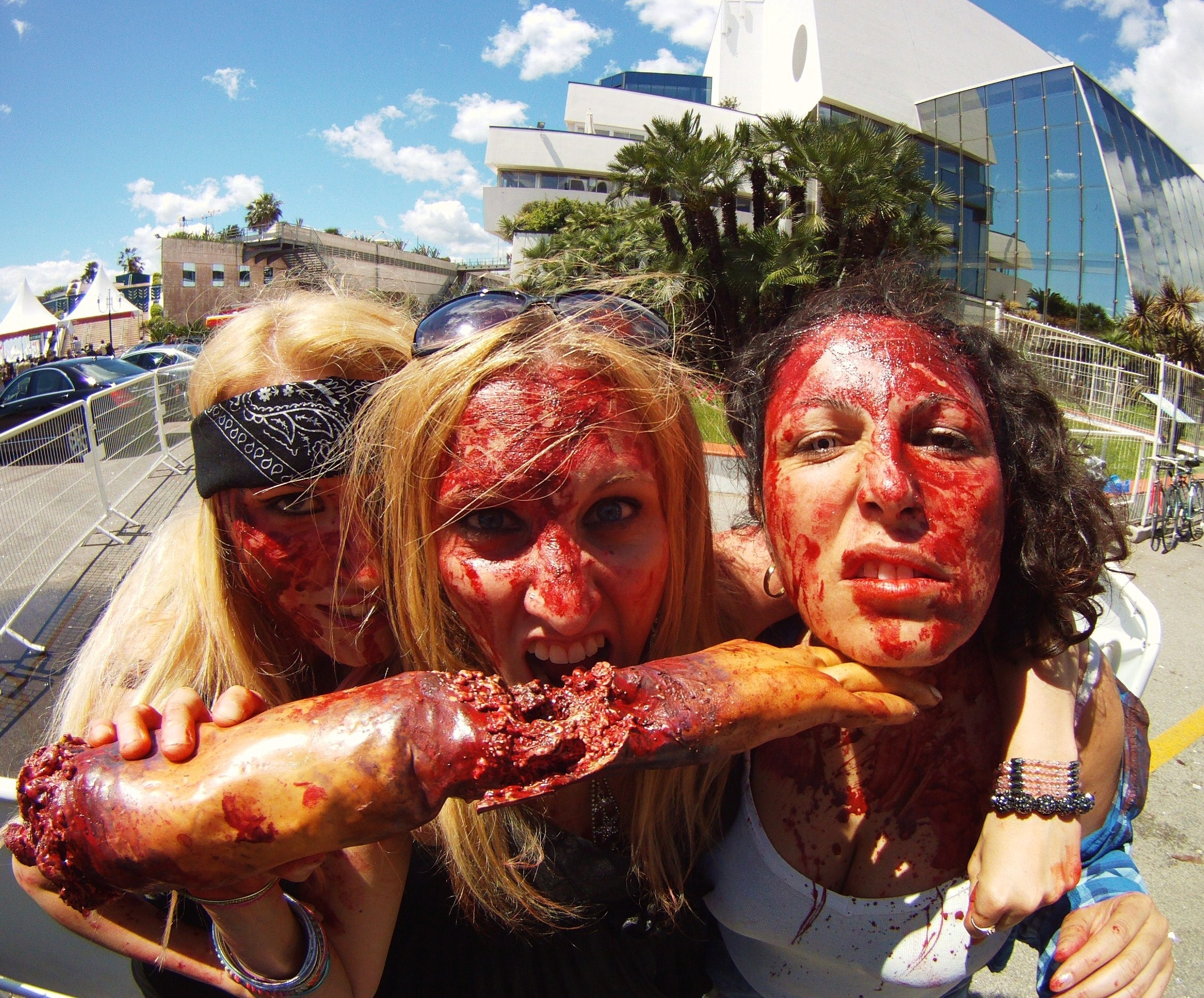
Зомби на Каннском кинофестивале 2013 во Франции

Самым ранним организованным «парадом зомби» считается мероприятие в Сакраменто, Калифорния 19 августа 2001 года. Его организовала Брина Ловиг. Парад был предложен в качестве сопровождения кинофестиваля «The Trash Film Orgy». Он был повторно проведён 27 июля 2002 года и с этого момента стал ежегодным. В 2012 году количество участников насчитывало более 1000 человек.
Первая «прогулка зомби», носившая не рекламный характер, прошла в 2003 году в Торонто, Онтарио. Это мероприятие было организовано местными поклонниками фильмов ужасов, в нём приняло участие только 6 человек. В последующие годы количество участников возросло многократно, до нескольких сотен, а в последнее время и тысяч человек. География мероприятий охватила не только всю Канаду, но и весь мир. К примеру, в Ванкувере проведение «парада зомби» стало традицией. В 2011 году подобный парад впервые провели в Калгари, и он так же стал традиционным.
С «новой волной» в жанре зомби-фильмов в 2000-е годы («Рассвет мертвецов», «28 дней/недель спустя», «Земля мёртвых», «Адский бункер», «Операция мёртвый снег» и т. п.), данные акции стали популярны во многих странах мира, как промоакции новых фильмов ужасов, так и повод для встречи любителей жанра. Акции стали широко освещаться в СМИ и в блогах.
26 апреля 2009 года в Москве на Арбате прошла одна из первых подобных акций в России. Второй зомби-парад прошёл 27 августа 2011 года в центре Нижнего Новгорода. Такие мероприятия пришлись по душе российской публике, и теперь проводятся ежегодно и охватывают почти все крупные города России.

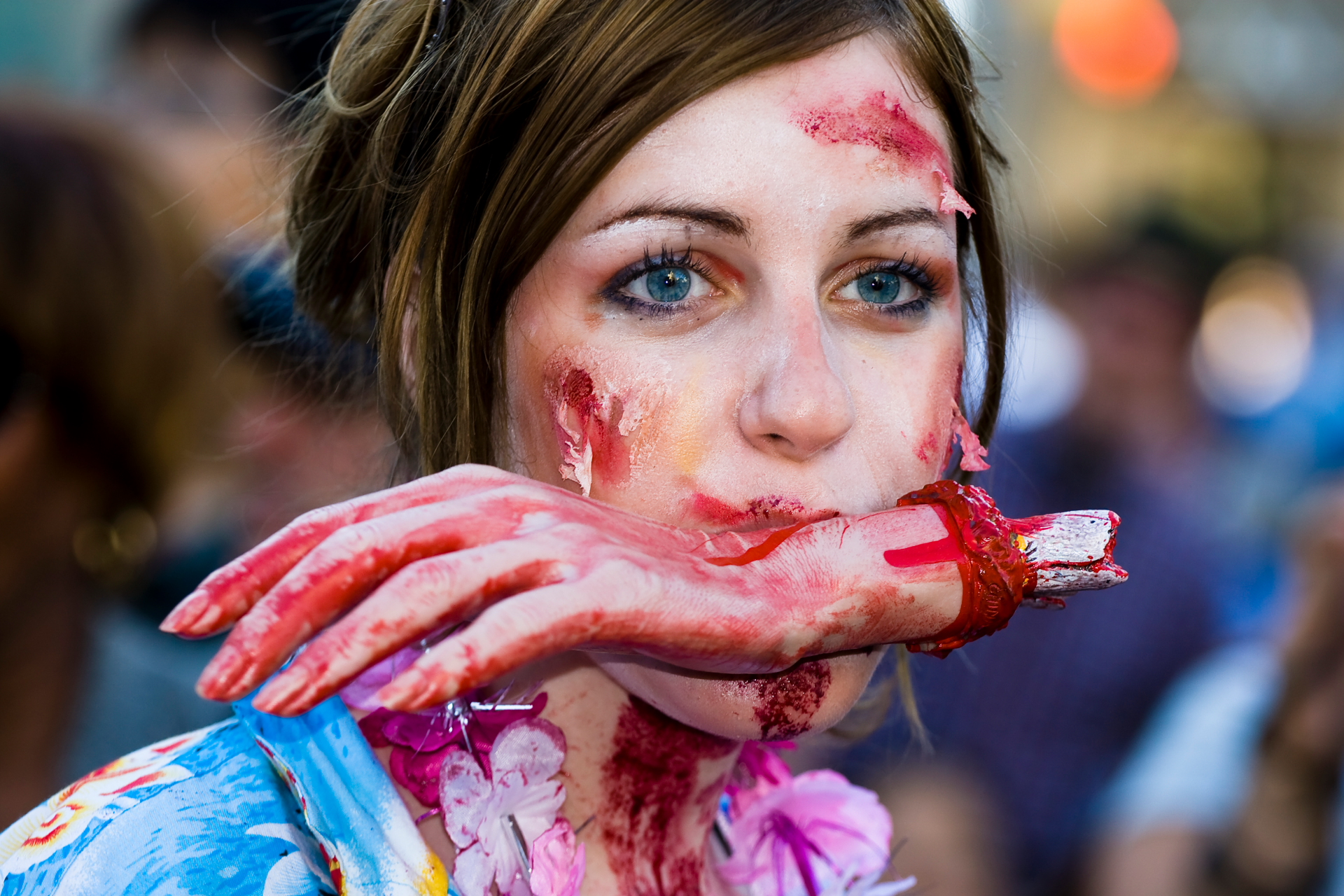
«The Toronto Zombie Walk» во время проведения Кинофестиваля в Торонто 2009 год
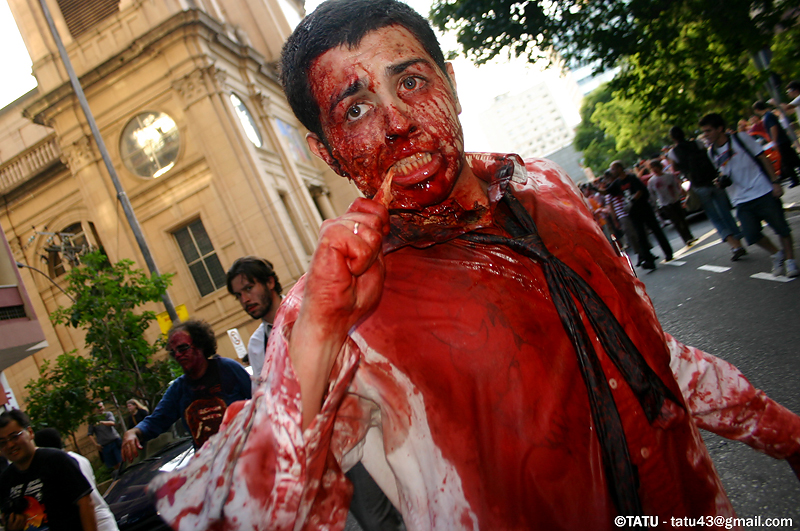
Зомби-моб в Порту-Алегри 2007 год.
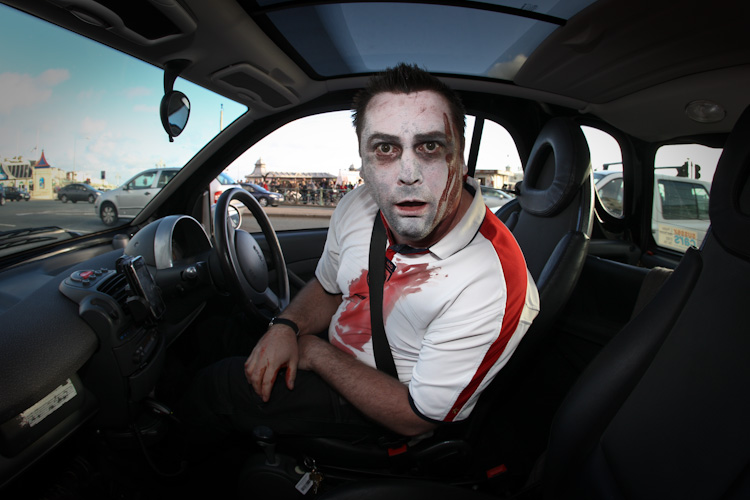
«Зомби» по пути на зомби-моб в Брайтоне 30 октября 2010 года.
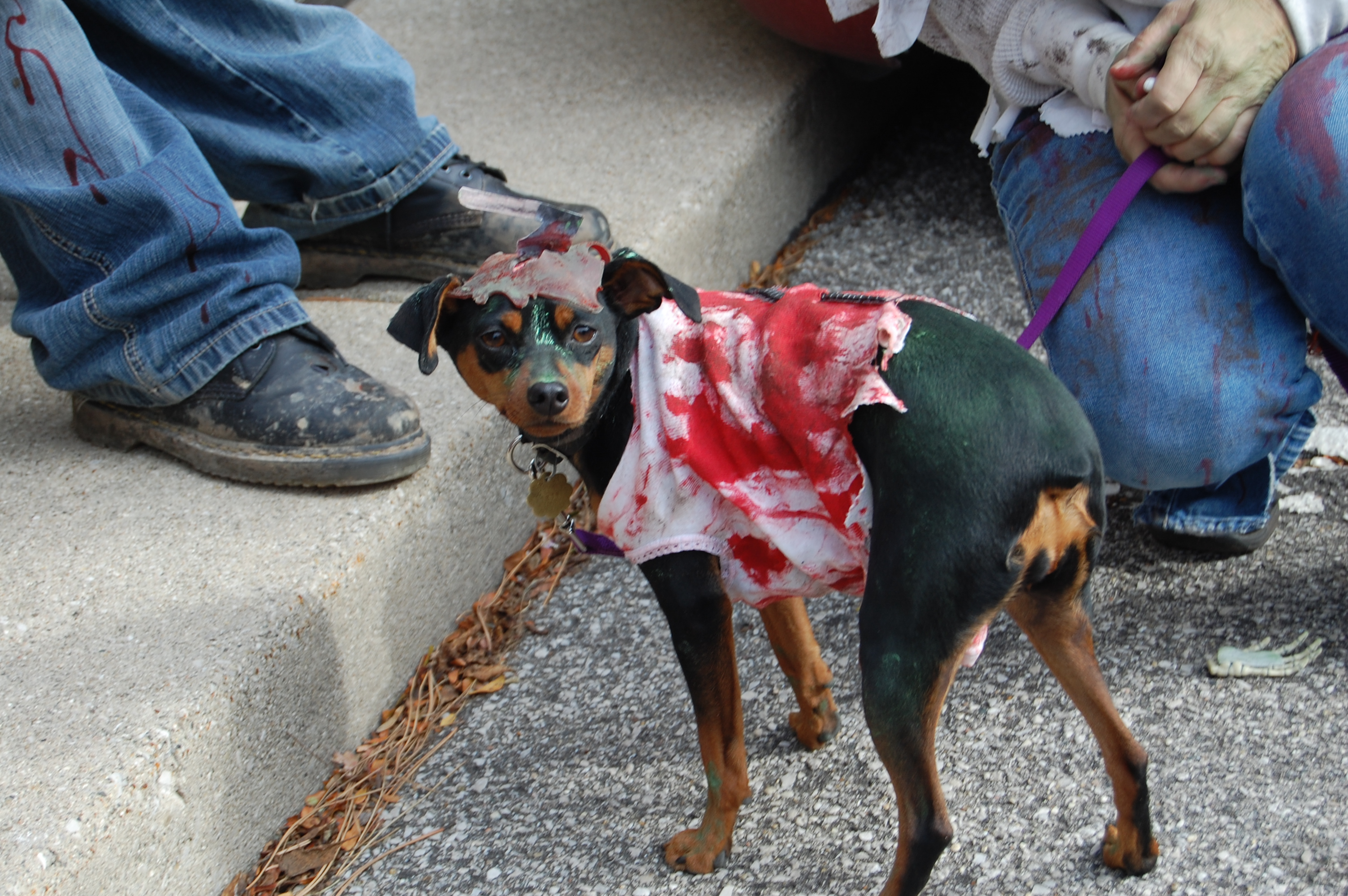
Зомби-собака на шествии зомби, Детройт 28 октября 2008 года.

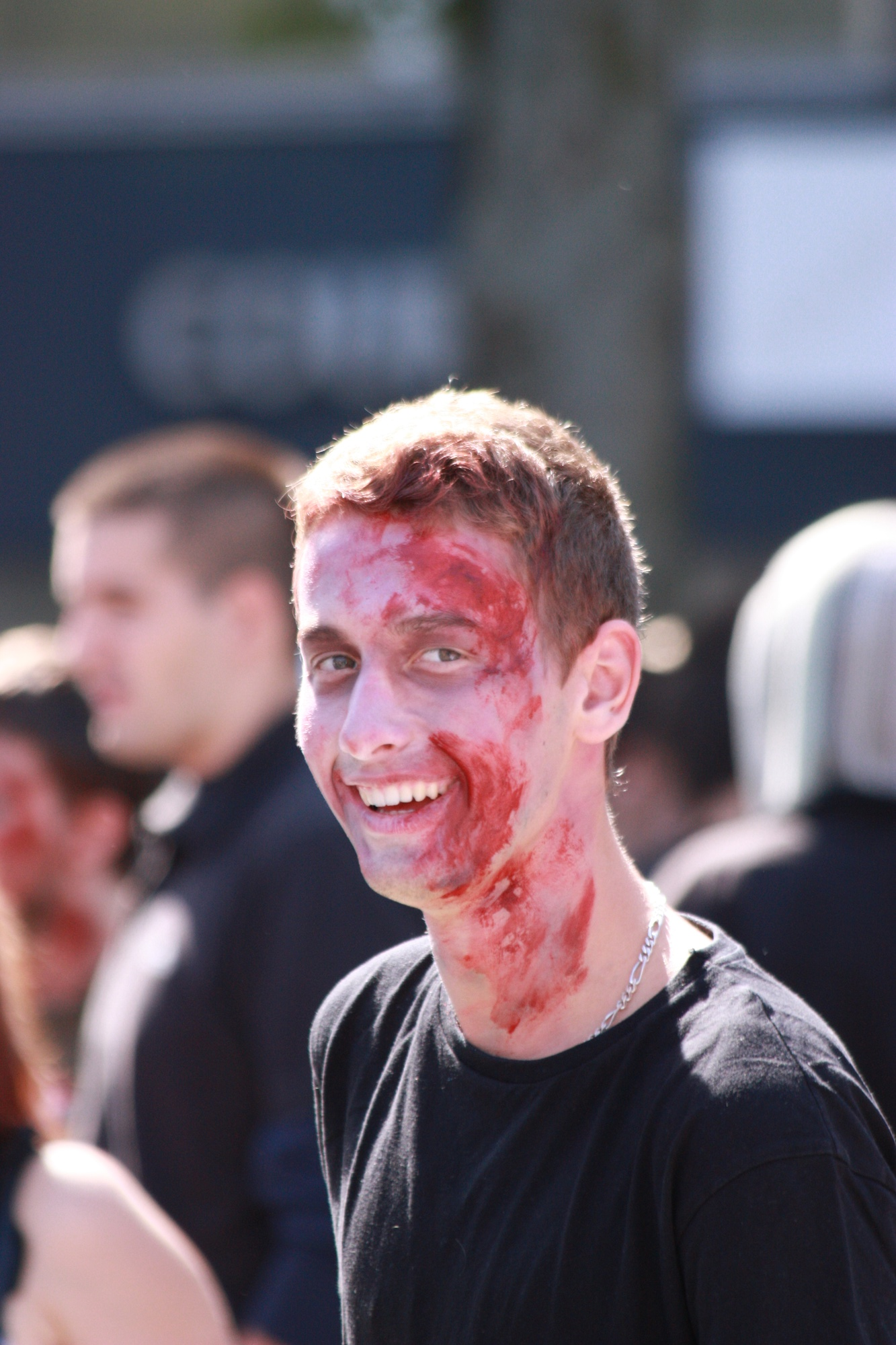
Зомби на «шествии зомби» в Страсбурге, Франция 11 сентября 2010 года.
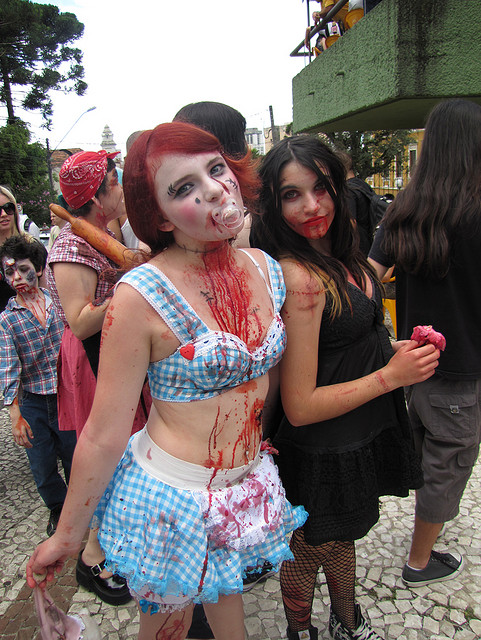
Зомби-моб в Куритиба, Бразилия 14 февраля 2010 года.
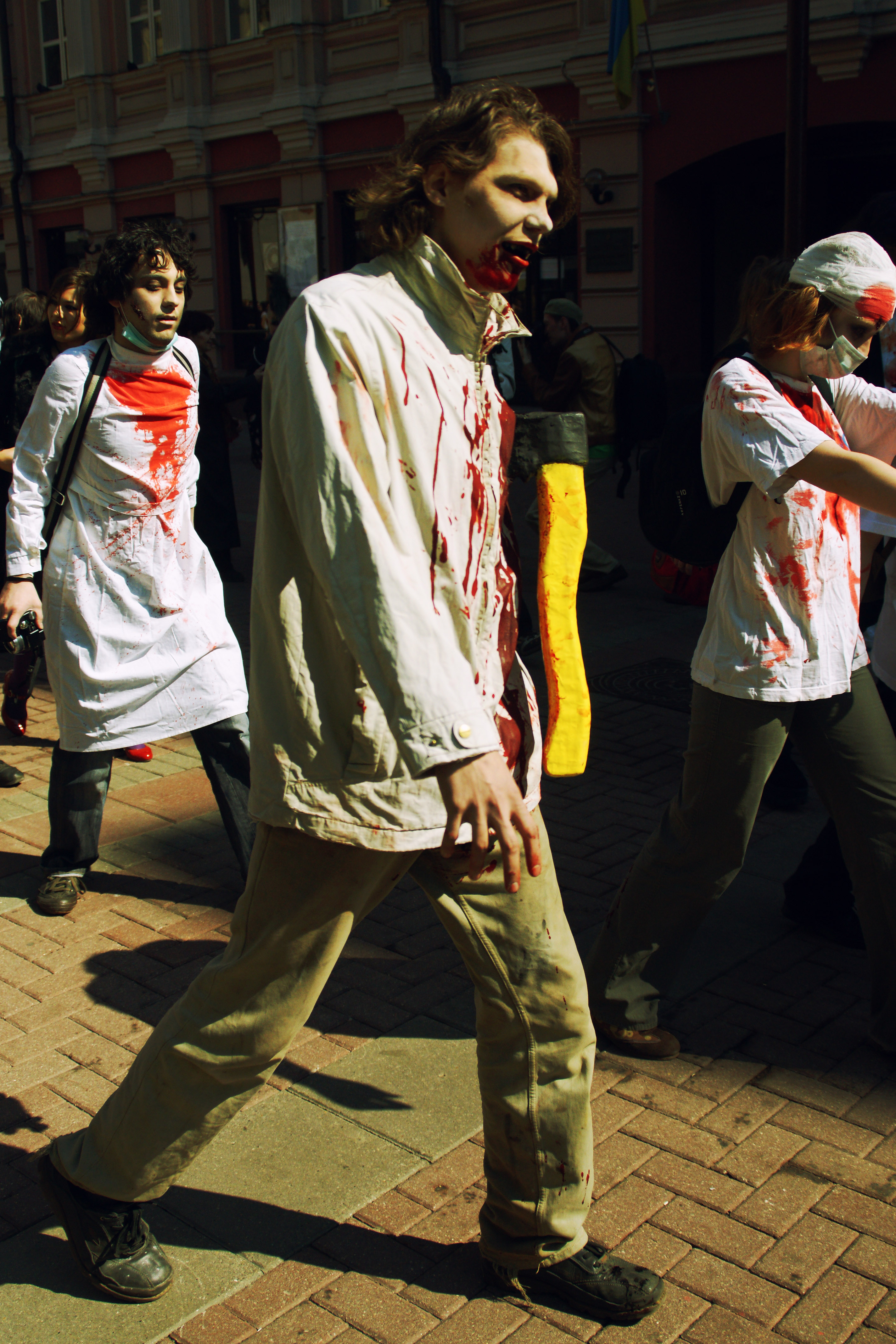
Зомби в Москве на Арбате 26 апреля 2009 года
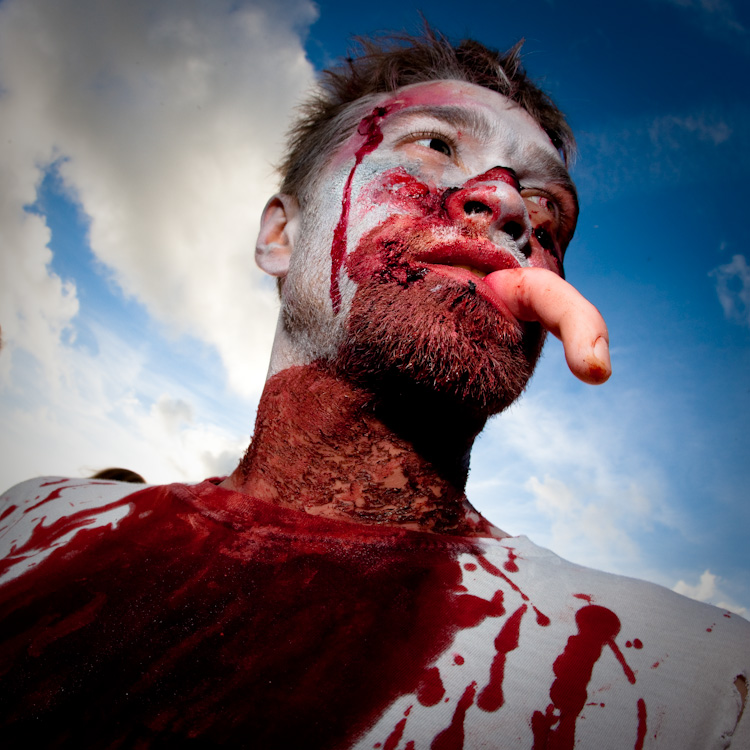
Зомби-моб в Брайтоне 30 октября 2010 года.
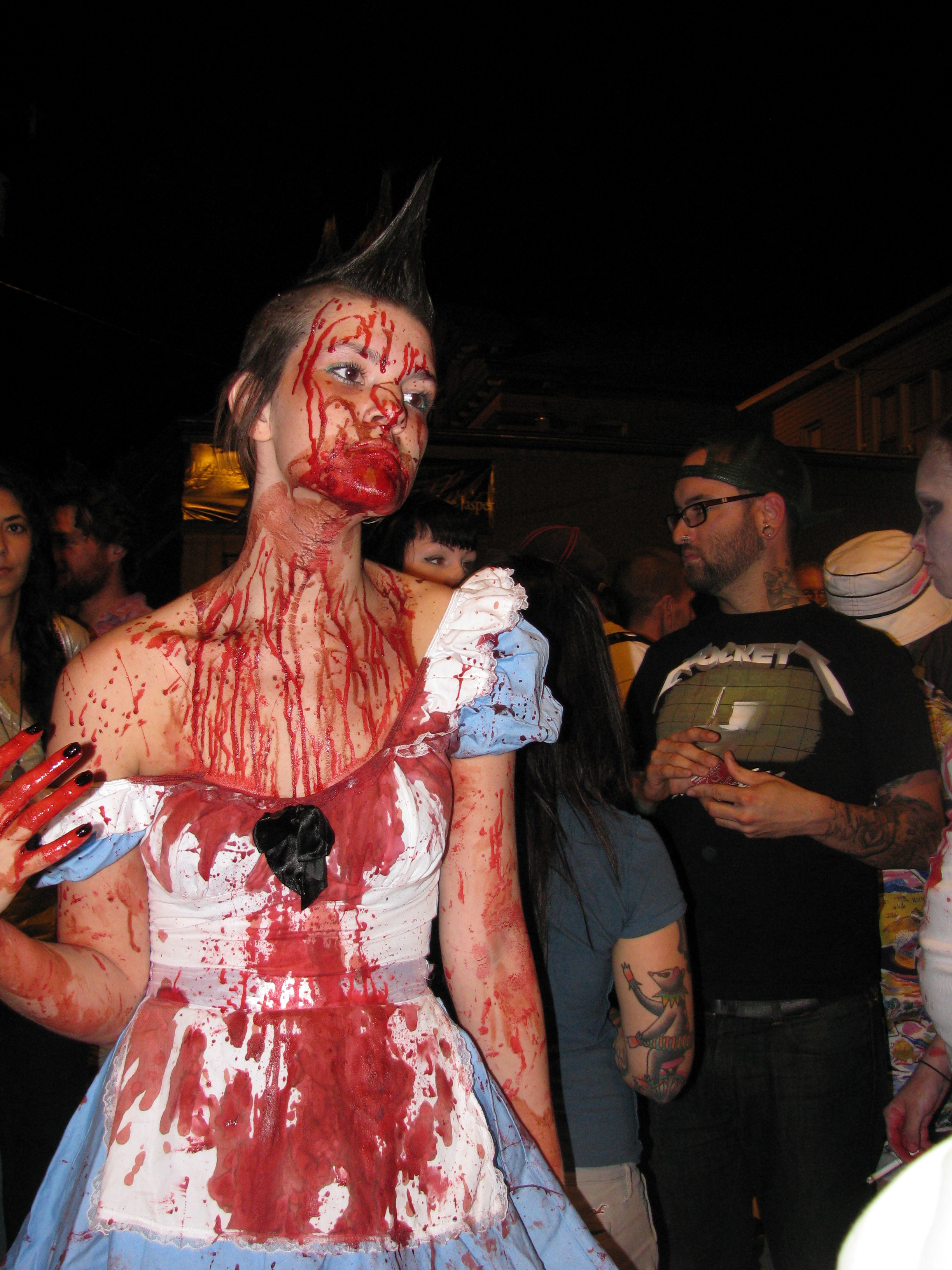
Зомби-моб, Кентукки 2009 год.

## Мировые рекорды

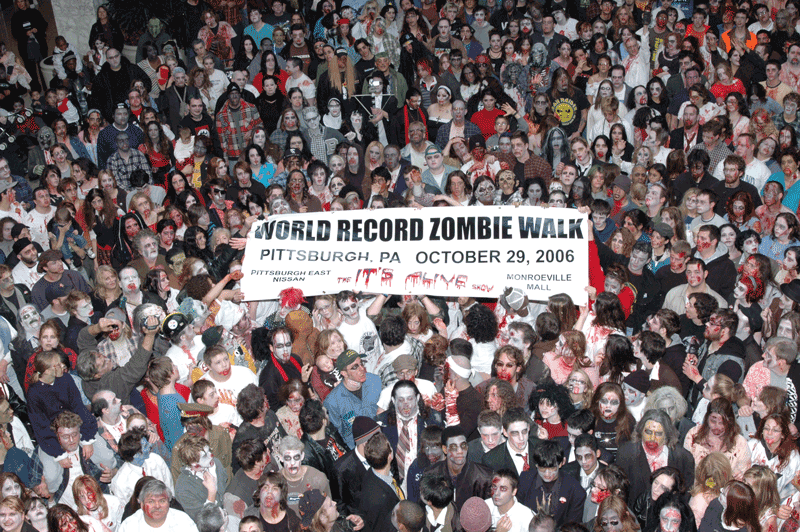
Фестиваль Мертвецов в Монреале в 2006 г.

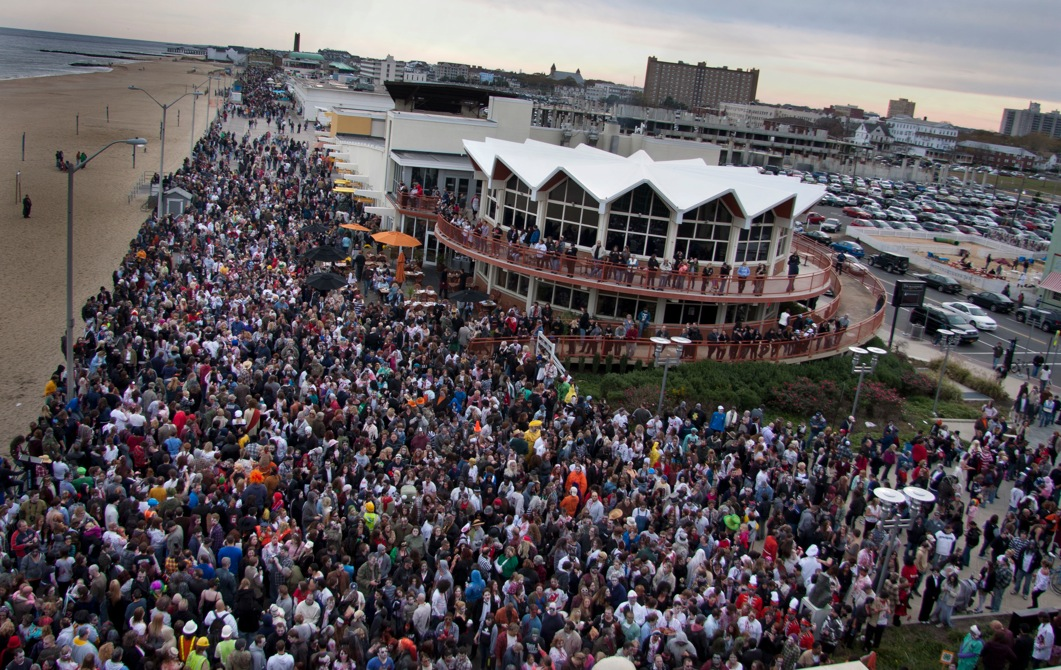
Марш Зомби в Нью-Джерси в 2010 г.

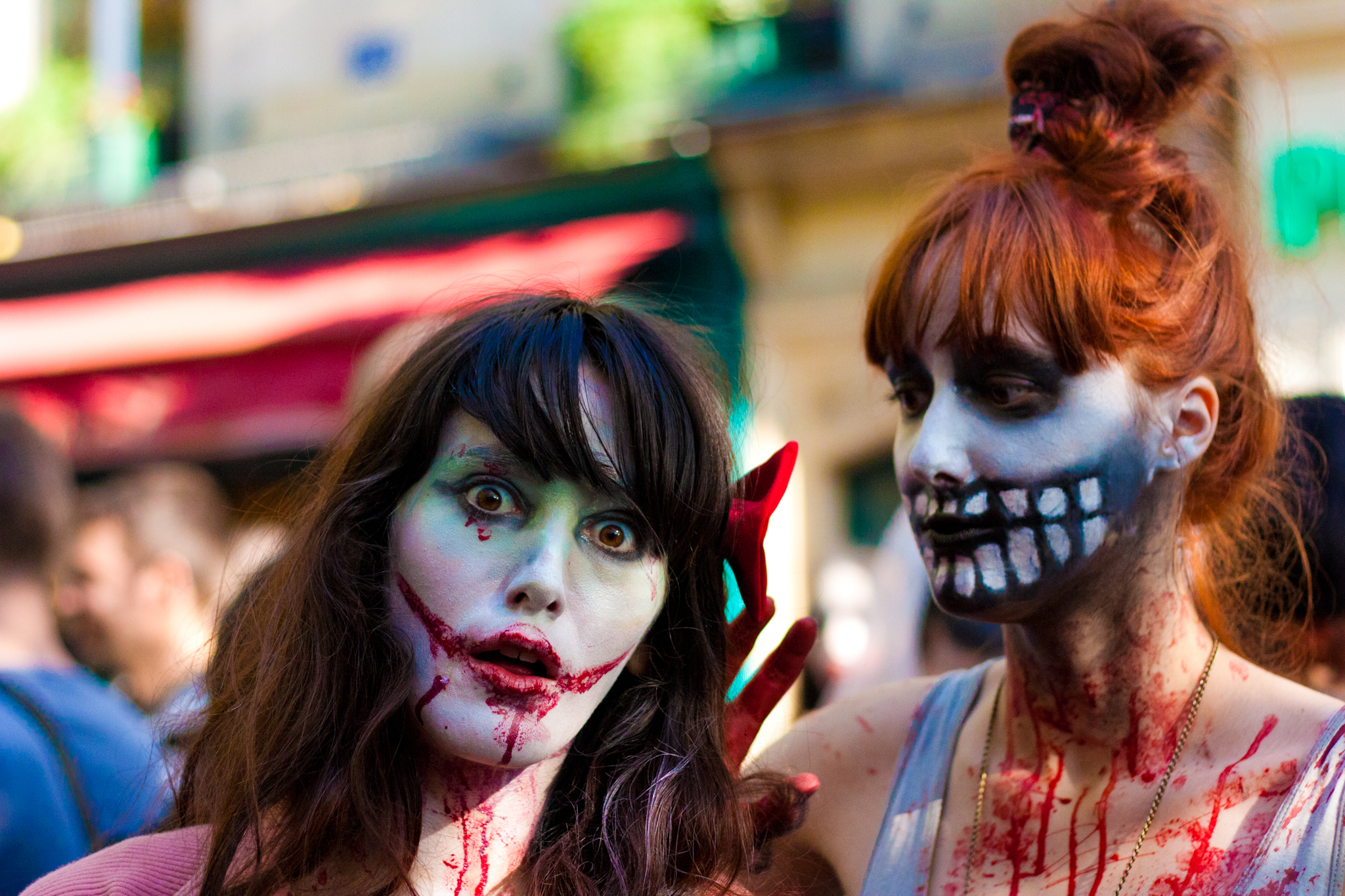
Париж, 2011 г.

- 29 октября 2006, Питсбург, Ежегодный Фестиваль Мертвецов — первый мировой рекорд, 894 участника.
- 2007, Питсбург, Ежегодный Фестиваль Мертвецов — 1 028 участников, занесён в Книгу рекордов Гиннесса[15].
- 2007, Парад Зомби, Торонто — 1 100 участников (по подсчётам полиции).
- 25 мая 2008, Брисбен — 1 500 участников (по неофициальным данным, опубликованными в СМИ)[16].
- 21 июня 2008, Марш Зомби, Чикаго — неофициальный рекорд — 1 550 участников[17].
- 2008, Ноттингем, Великобритания — 1 227 участников, занесён в Книгу рекордов Гиннесса. Мероприятие было организовано GameCity, в нём принял участие Джонатан Колтон. Кроме того, участники устроили целое представление под песни «Thriller», «Disturbia» и «Ghostbusters»[18].
- Июнь 2009, Фестиваль Мертвецов в Питсбурге — более 1400 участников.
- Август 2009, Великобритания — 4 277 участников[19].
- 23 октября 2009, Брисбен — 5000 участников[20]. Такой масштабный зомби-моб был призван собрать деньги для австралийской Организации, занимающейся изучением и лечением проблем головного и спинного мозга.
- 25 октября 2010, Брисбен — 10 000 участников[21].
- 2011, Денвер — 7300 участников[22].
- Октябрь 2011, Лонг-Бич, Калифорния — 14 000. Парад Зомби являлся частью Четвёртого ежегодного Зомби-моба и спонсировался Long Beach Cinematheque при сотрудничестве с Майклом Джексоном. Этот Парад повлёк за собой создание такой акции, как Thrill the World, которая заключается в имитации танца зомби из видеоклипа Майкла Джексона.
- 20 октября 2012, Фестиваль мертвецов, Сантьяго — 12 000 человек[23].
- 28 октября 2012, Буэнос-Айрес — 25 000 «зомби»[24].

## Благотворительность
Благотворительность продолжает являться одним из главных принципов проведения зомби-мобов. Существует множество организаций, таких как Zombie Squad, которые используют такие мероприятия для того, чтобы привлечь внимание жителей к местным или глобальным проблемам, к примеру, к недостатку еды в Странах Третьего Мира.
К примеру, Парады, проведённые в Питсбурге, помогли участникам собрать более тонны еды для самого большого в Питсбурге общественного Фонда сбора еды.
В 2011 году Марш Зомби в Брисбене собрал $25 000 для австралийской Организации, занимающейся изучением и лечением проблем головного и спинного мозга. А уже в октябре 2012 года, благодаря музыкальному формату Марша и участию в нём большого количество людей, количество собранных средств удалось увеличить до $55 000. Это сделало Марш Зомби самым успешным благотворительным зомби-мобом в мире.
В 2014 году марш зомби в Цинциннати принял участие в сборе пищи для пищевого банка.

## Критика и протесты
31 октября 2006 молодая женщина в Блумингтоне, штат Индиана отправила в полицию жалобу на группу «зомби», которая напала на её Land Rover и испачкала машину чем-то «вязким и фиолетовым». Расследование показало, что эти зомби были участниками местного маленького Марша Зомби. Несколько «зомби» были арестованы за хулиганство. В 2006 в Ванкувере произошёл инцидент, когда несколько раздражённых водителей попытались проехать через толпу зомби. В результате пострадали несколько «зомби», транспортные средства повреждены не были. Другой инцидент включал в себя пару «зомби», которые разбили кирпичом окно в машине одного из жителей города. Оба хулигана были арестованы.
1 мая 2010 года на Ежегодном Параде Зомби в Мельбурне было зафиксировано самое большое количество участников за все пять лет проведение этого мероприятия, однако власти пожаловались на беспорядок, который зомби оставляют после себя на улицах города.
19 августа 2012 года в Омске Марш Зомби в поддержку Pussy Riot был запрещён местными властями и правоохранительными органами.